# Joan Bonet i Baltà
Joan Bonet i Baltà   (Vilafranca del Penedès, 1906 - l'Hospitalet de Llobregat, 7 de juliol de 1997) fou un eclesiàstic i historiador català.

## Biografia
Nascut en una família de profundes conviccions religioses, en deu anys encaminà la seva formació vers el sacerdoci ingressant en el Seminari Conciliar de Barcelona des d'on s'implicà en esdeveniments socials i culturals catalans. Malgrat les pressions de la dictadura de Primo de Rivera, va iniciar la seva col·laboració en diverses revistes, sempre sota un pseudònim, com ara Acció de la seva Vilafranca natal i a la revista del seminari Exercitatorium.
Durant la Segona República participà activament en la Federació de Joves Cristians de Catalunya, fundada pel seu oncle Albert Bonet. Fou guardonat pel bisbe de Barcelona Josep Miralles, per la monografia dedicada a commemorar el cinquantenari de l'encíclica del Papa Lleó XIII Aeterni Patris.
Ordenat prevere el 7 de juliol de 1929 va ser vicari successivament de les parròquies de la Bisbal del Penedès, Sant Cugat del Vallès, de Premià de Mar i de Sant Joan d'Horta de Barcelona. Són anys en què es dedica a la pastoral dels joves i a escriure diversos treballs.
Durant la República va ser consiliari de la Federació de Joves Cristians de Catalunya, primer a Sant Cugat del Vallès, entre 1931 i desembre de 1932, i després a Premià de Mar que va estar de vicari (1933-35), junt amb el rector Josep Paradeda i Sala.
Residint a la parròquia de Sant Joan d'Horta a Barcelona, es va produir la revolta militar el juliol de 1936, amb l'assalt i posterior incendi de l'església i la rectoria. En aquest incendi va perdre el seu arxiu personal i el del material de la Federació de Joves Cristians.
Gràcies a la tasca humanitària del conseller de Governació de la Generalitat Josep Maria Espanya pogué escapar de la persecució religiosa i embarcar-se el 2 d'agost de 1936 al vaixell italià "Il Tevere" rumb a l'exili. Conjuntament amb altres sacerdots com Carles Cardó, Albert Bonet i Pere Celestí Gusi. Aquells dies havien estat assassinats els seus familiars i també sacerdots Jocund Bonet i Salvador Bonet i Punsoda. Fou acollit a Roma pels jesuïtes.
El gener de 1937 Joan Bonet va marxar a l'anomenada Espanya nacional, on va exercir de prevere al poble sorià de Cabrejas del Campo, fins que li va ser possible tornar a la diòcesi de Barcelona, una vegada acabada la guerra. Incorporat com a vicari a la parròquia dels Àngels, a l'Eixample barceloní. Però ho fou per poc temps, ja que denunciat al govern civil i al bisbat per comentar en català la litúrgia d'un baptisme fou represaliat i enviat a fer-se càrrec de la parròquia del llavors remot poble de Sant Julià del Montseny. No per això va deixar d'escriure i d'exercir d'incansable animador de la vida pastoral i per mirar de mantenir la cultura i la llengua del país a l'Església i a la societat. Va impulsar la reedició clandestina, entre 1943 i 1947, del catecisme en català. Edicions que van ser utilitzades per diverses parròquies properes.
El 1945 va llançar la idea de commemorar el centenari del naixement de Josep Torres i Bages. Tot i el clima del franquisme de postguerra, la celebració aconseguí un ampli ressò.També es va reeditar les obres completes del bisbe vigatà i ideòleg del catalanisme d'arrel catòlica. Bonet i Baltà escrigué el pròleg de la nova edició. Una altra acció remarcable, malgrat les dificultats, fou l'homenatge a Jacint Verdaguer, que portà Joan Bonet, entre 1945 i 1952 a donar conferències i organitzar i preparar els actes d'homenatge. Va publicar una nova edició de les obres completes del poeta. Fets que esdevingueren una fita remarcable en uns anys difícils per a la cultura catalana sota la dictadura franquista.
A primers de juliol de 1946, el bisbe Gregorio Modrego va publicar una nova distribució parroquial de la diòcesi de Barcelona i la creació de 34 noves parròquies, seguint les indicacions del papa Pius XII que recomanaven que les parròquies havien de ser ateses per un rector que pogués ser pastor i pare espiritual.
En aquest marc, Joan Bonet el 1948 fou encarregat de fundar la parròquia de Sant Isidre a l'Hospitalet de Llobregat, que a la llarga s'aniria ampliant i convertint-se en tot un complex escolar parroquial, amb biblioteca, sala d'espectacles i bar. També fou elegit moltes vegades president del Col·legi de Rectors de Barcelona.
Va morir el 6 de juliol de 1997 i les seves restes descansen a la parròquia que havia fundat de Sant Isidre Llaurador de l'Hospitalet de Llobregat.
Destacà en els seus estudis sobre la història de l'església catalana, però que la majoria resten inèdits. Ha fet els prefacis a les obres completes de Josep Torras i Bages (1948) i de Jacint Verdaguer (1949), articles sobre el modernisme religiós, les relacions entre el Vaticà i Catalunya, el pensament de l'integrisme català (Fèlix Sardà i Salvany, Segimon Pey-Ordeix) i grans personalitats eclesiàstiques catalanes, com Josep Morgades, Josep de Calassanç Vives i Tutó., Jaume Collell i Lluís Carreras i Mas. Fou el fundador i director del Seminari d'Història Contemporània de l'Església a Catalunya. El 1978 va donar una col·lecció de peces de ceràmica antiga al Museu de Vilafranca del Penedès. El 1987 va rebre la Creu de Sant Jordi i fou admès a la Reial Acadèmia de Belles Arts de Sant Jordi.
El seu arxiu personal està dipositat a la Biblioteca Pública Episcopal de Barcelona. Té uns 30 metres líneals, i una cronologia que va del 1930 fins al 1997. S'hi pot trobar documentació en tot tipus de suport i formats: paper (tant manuscrit com mecanografiat i imprès), reculls de premsa, fotografia, rotlles de negatius, cintes d'àudio, postals o estampes. El seu procés de catalogació està encara en una fase molt inicial, ja que s'ha iniciat tot just el 12 de juliol de 2019. Aquest projecte s'està portant a terme gràcies a la primera Beca Manuel Trens, impulsada de forma conjunta per l'Ateneu Universitari Sant Pacià i l'Ajuntament de Vilafranca del Penedès, i que està adreçada a un estudiant de postgrau que disposi del Màster en Història i Patrimoni de l'Església que atorga la Facultat Antoni Gaudí.

## Obres
- Modelos sacerdotales de intervencionismo apostólico social (Barcelona: Gráficas Marina, 1947) [Enllaç no actiu]
- Verdaguer : vocació, sacerdoci i apostolat (Barcelona: Gráficas Marina, 1964) [Enllaç no actiu]
- L'Església catalana, de la Il·lustració a la Renaixença (Barcelona: Publicacions de l'Abadia de Montserrat,1984)
- L'integrisme a Catalunya. Les grans polèmiques (1881-1888) (Barcelona: Vicens Vives,1991) amb Casimir Martí
- Morgades i Torras i Bages, els creadors del nacionalisme català, article publicat pòstumament el 2002 a l'Institut d'Estudis Penedesencs